# The Road to Reno (film 1931)

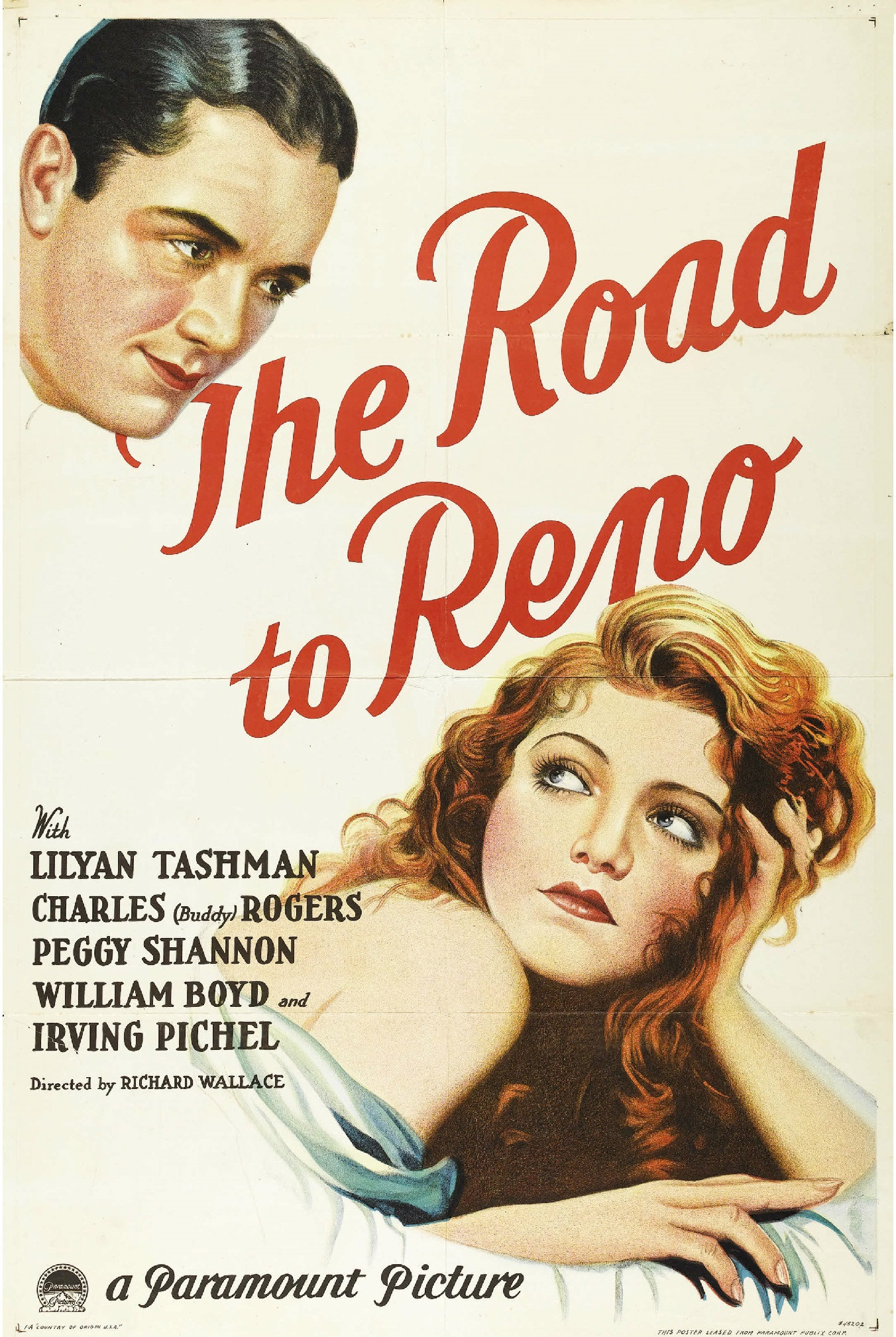

The Road to Reno è un film del 1931 diretto da Richard Wallace.

## Trama
Jackie Millett è una signora che passa da un divorzio all'altro con gran disperazione dei suoi due figli, Jeff e Lee, affezionati al loro ultimo patrigno, Robert, un uomo mite e gentile. Jackie, a causa del suo aspetto oltremodo giovanile, viene spesso presa per la sorella maggiore di sua figlia. Per il suo ultimo divorzio, Jackie si reca a Reno accompagnata da Lee che, sul treno, conosce un giovane ingegnere, Tom Wood, del quale si innamora. Quando Tom giunge a San Francisco, comincia a scrivere alla ragazza che si trova ancora a Reno. Lee, tutta presa dai problemi provocati dalla condotta della madre, si dimentica di rispondere a Tom che la raggiunge a Reno quando, per lavoro, deve andare in Nevada. La ragazza vive in mezzo ai divorziati che passano il tempo intrecciando relazioni amorose condite di feste e di party. Quello stile di vita disgusta Tom che vorrebbe sposare Lee ma, una sera, arriva alle mani con Jerry Kenton, uno di quelli che ronzano attorno a Jackie e a Lee. La sua reazione indispone la ragazza che rompe il fidanzamento e se ne va con Jerry. Ma Jerry è soltanto un cacciatore di dote: quando cerca di sedurre la giovane, lei si sottrae alle sue avances ma è solo l'arrivo di sua madre a salvarla. Jackie, ignara della doppiezza dell'uomo, è convinta che sia innamorato di lei e progetta di sposarlo. La donna rimane sorda anche agli avvertimenti di Lee come a quelli di Jeff, l'altro figlio, giunto a Reno da New York per metterla sull'avviso. Lee, non potendo sopportare di coinvolgere Tom in quella disgraziata famiglia, rompe nuovamente il fidanzamento con lui e lo manda via. Jeff, indignato per il comportamento della madre, il giorno del suo matrimonio con Jerry, spara allo sposo e poi si uccide. La morte del figlio risveglia i rimorsi di Jackie che si rende conto di essersi sempre comportata in maniera disdicevole: convince Lee a ritornare da Tom, così, almeno attraverso la figlia, avrà fatto qualcosa di buono nella vita. Lee segue il suggerimento della madre e, finalmente, si riunisce felicemente all'uomo amato.

## Produzione
Il film fu prodotto dalla Paramount Pictures.

## Distribuzione
Distribuito dalla Paramount Pictures, uscì nelle sale statunitensi il 26 settembre 1931 e in quelle francesi, con il titolo Le Chemin du divorce o Road to Reno, il 7 dicembre 1931.